# Olubanke King-Akerele
Olubanke King-Akerele, née le 11 mai 1946, est une femme politique libérienne.

## Biographie
Elle est la petite-fille du 17e président du Liberia, Charles D. B. King.
Elle a étudié à l'université d'Ibadan au Nigeria et est diplômée de l'université Brandeis dans le Massachusetts, aux États-Unis, en économie. Elle a obtenu sa première maîtrise à l'université du Nord-Est en économie de main-d'œuvre, puis une deuxième maîtrise à l'université Columbia en économie de l'éducation. Elle a également complété sa première année à l'école de droit Louis Arthur Grimes de l'université du Liberia, une école de droit. Elle travailla plus tard pendant plus de vingt ans à l'Organisation des Nations unies.
Elle a été ministre du Commerce et de l'Industrie du 16 janvier 2006 au 22 août 2007 puis ministre des Affaires étrangères du 22 août 2007 au 3 novembre 2010, dans le cabinet d'Ellen Johnson Sirleaf. Cette dernière a révélé qu'Olubanke King-Akerele avait démissionné de son poste afin de suivre un traitement médical pour maladie non divulguée.